# Arsenal Football Club 2003-2004
Questa voce raccoglie le informazioni riguardanti l'Arsenal Football Club nelle competizioni ufficiali della stagione 2003-2004.
In questa stagione i calciatori dell'Arsenal vennero soprannominati Invincibili (in inglese Invincibles) poiché non persero neanche una partita di Premier League.

## Stagione

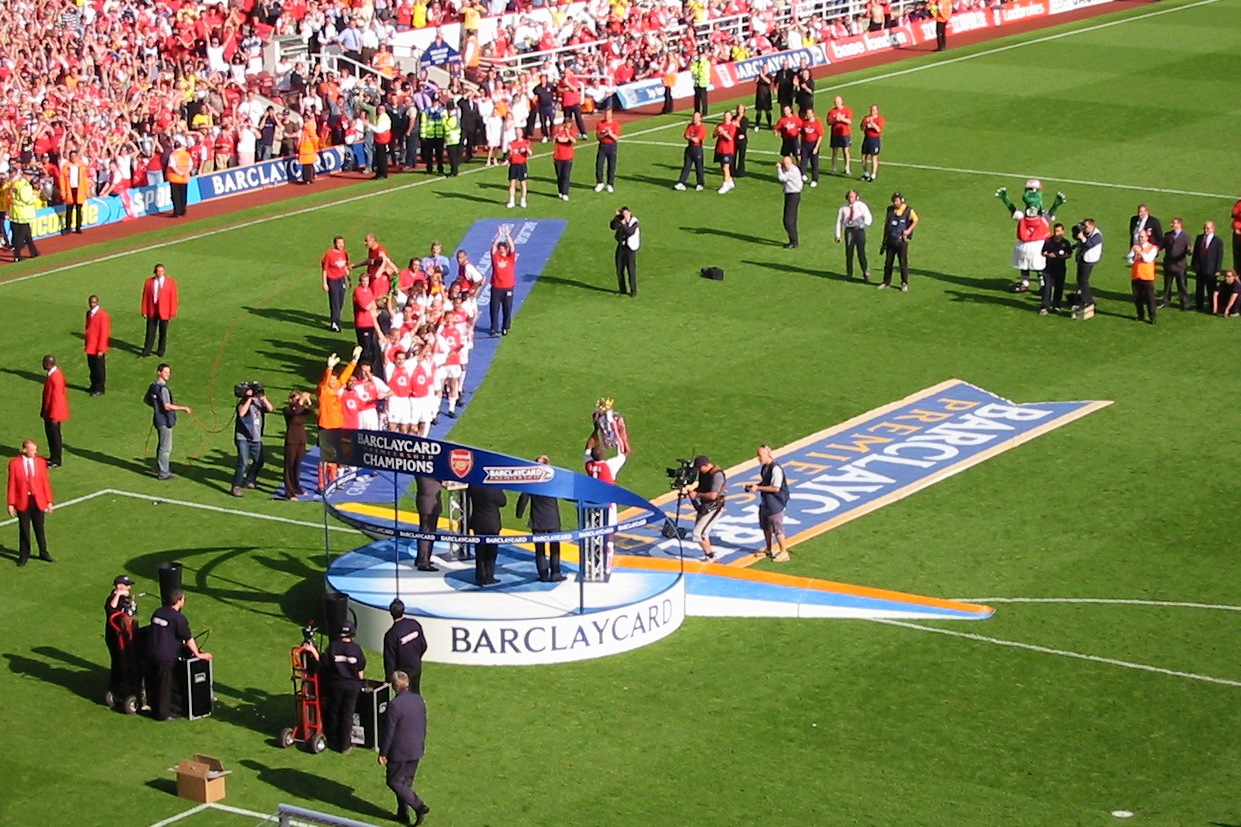
I calciatori dell'Arsenal festeggiano la vittoria del campionato nel 2004.

Nell'estate del 2003 l'Arsenal acquistò il portiere tedesco Jens Lehmann dal Borussia Dortmund e l'attaccante spagnolo José Antonio Reyes dal Siviglia. Furono poi rinnovati i contratti di Robert Pirès e del capitano Patrick Vieira.
L'Arsenal vinse il campionato con 90 punti, 11 in più del Chelsea secondo in classifica, rimanendo imbattuto per tutta la durata del torneo; grazie a questo traguardo i Gunners eguagliarono un'impresa riuscita soltanto al Preston North End nel 1889. L'attaccante francese Thierry Henry fu il capocannoniere della Premier League con 30 reti.
In Champions League l'Arsenal venne eliminato dal Chelsea ai quarti di finale (pareggio per 1-1 a Stamford Bridge e sconfitta per 1-2 ad Highbury), mentre in Football League Cup e in FA Cup venne estromesso in semifinale per mano di Middlesbrough (0-1) e Manchester United (0-1).

## Divise e sponsor
Lo sponsor tecnico per la stagione 2003-2004 fu Nike, mentre lo sponsor ufficiale fu O2.
| Casa | Trasferta |

## Organico

### Rosa
| N. |                        | Ruolo | Calciatore                |
| -- | ---------------------- | ----- | ------------------------- |
| 1  | Germania (bandiera)    | P     | Jens Lehmann              |
| 3  | Inghilterra (bandiera) | D     | Ashley Cole               |
| 4  | Francia (bandiera)     | C     | Patrick Vieira (capitano) |
| 5  | Inghilterra (bandiera) | D     | Martin Keown              |
| 7  | Francia (bandiera)     | C     | Robert Pirès              |
| 8  | Svezia (bandiera)      | C     | Fredrik Ljungberg         |
| 9  | Spagna (bandiera)      | A     | José Antonio Reyes        |
| 10 | Paesi Bassi (bandiera) | A     | Dennis Bergkamp           |
| 11 | Francia (bandiera)     | A     | Sylvain Wiltord           |
| 12 | Camerun (bandiera)     | D     | Lauren                    |
| 13 | Inghilterra (bandiera) | P     | Stuart Taylor             |
| 14 | Francia (bandiera)     | A     | Thierry Henry             |
| 15 | Inghilterra (bandiera) | C     | Ray Parlour               |

| N. |                              | Ruolo | Calciatore          |
| -- | ---------------------------- | ----- | ------------------- |
| 17 | Brasile (bandiera)           | C     | Edu                 |
| 18 | Francia (bandiera)           | D     | Pascal Cygan        |
| 19 | Brasile (bandiera)           | C     | Gilberto Silva      |
| 22 | Francia (bandiera)           | D     | Gaël Clichy         |
| 23 | Inghilterra (bandiera)       | D     | Sol Campbell        |
| 25 | Nigeria (bandiera)           | A     | Nwankwo Kanu        |
| 28 | Costa d'Avorio (bandiera)    | D     | Kolo Touré          |
| 30 | Francia (bandiera)           | A     | Jérémie Aliadière   |
| 33 | Irlanda (bandiera)           | P     | Graham Stack        |
| 37 | Inghilterra (bandiera)       | C     | David Bentley       |
| 42 | Ghana (bandiera)             | A     | Quincy Owusu-Abeyie |
| 45 | Trinidad e Tobago (bandiera) | D     | Justin Hoyte        |
| 57 | Spagna (bandiera)            | C     | Cesc Fàbregas       |

## Statistiche

### Statistiche dei giocatori
| Giocatore      | FA Premier League | FA Premier League | FA Premier League | FA Premier League |
| Giocatore      | Presenze          | Reti              | Ammonizioni       | Espulsioni        |
| -------------- | ----------------- | ----------------- | ----------------- | ----------------- |
| J. Lehmann     | 38                | ?                 | 2                 | ?                 |
| A. Cole        | 32                | 0                 | 5                 | 1                 |
| P. Vieira      | 29                | 3                 | 10                | 1                 |
| M. Keown       | 10                | 0                 | 1                 | ?                 |
| R. Pirès       | 36                | 14                | ?                 | ?                 |
| F. Ljungberg   | 30                | 4                 | 2                 | ?                 |
| J. Reyes       | 13                | 2                 | ?                 | ?                 |
| D. Bergkamp    | 28                | 4                 | 2                 | ?                 |
| S. Wiltord     | 12                | 3                 | ?                 | ?                 |
| L. Lauren      | 32                | 0                 | 5                 | ?                 |
| T. Henry       | 37                | 30                | 3                 | ?                 |
| R. Parlour     | 25                | 0                 | 8                 | ?                 |
| E. Edu         | 30                | 2                 | 4                 | ?                 |
| P. Cygan       | 18                | 0                 | 1                 | ?                 |
| Gilberto Silva | 32                | 4                 | 2                 | ?                 |
| G. Clichy      | 12                | 0                 | 1                 | ?                 |
| S. Campbell    | 35                | 1                 | 2                 | 1                 |
| N. Kanu        | 10                | 1                 | ?                 | ?                 |
| K. Touré       | 37                | 1                 | 4                 | ?                 |
| J. Aliadière   | 10                | 0                 | 1                 | ?                 |
| D. Bentley     | 1                 | 0                 | ?                 | ?                 |